# Armene pusilla
Armene pusilla — вид дрібних богомолів, що поширений у Середній Азії та в південному Приураллі.

## Опис
Маленький жовтуватобурий богомол, тіло вкрите дрібними темнобрунатними плямами. Довжина тіла самця 1,3-1,4 см, самиці — 1,35-1,6 см. Голова набагато ширша за передньоспинку та за власну довжину, округлі фасеткові очі сильно виступають у боки. Антени ниткоподібні. Передньоспинка лише трохи довша за ширину.
Гомілки передніх ніг з 11 зовнішніми шипами. Крила довші за кінець черевця в самця та досягають його кінця в самиці. Передні крила прозорі, з темними крапками на поздовжніх жилках, у самиць з більш вираженою білою птеростигмою, ніж у самців. Задні крила напівматові.

## Спосіб життя
Мешкають у сухих степах Середньої Азії. В Узбекистані відмічений у містах, гірських районах та в піщаній пустелі. Самці активно летять на світло вночі.

## Ареал та підвиди
Поширений у Монголії, Таджикистані, Казахстані, Киргизстані, Туркменістані, Афганістані, на півдні Челябинської області Росії.
Внесений до Червоної книги Челябінської області РФ.
Вид поділяють на 2 підвиди: A. pusilla pusilla, що займає більшість ареалу, та A. pusilla seravshanica, описаний з Таджикистану.